# Acaena novae-zelandiae
Espèce
Acaena novae-zelandiae, parfois appelée Acaena novaezelandiae ou Acaena novae-zelandica, est une espèce de plantes à fleurs de la famille des Rosacées originaire de Nouvelle-Zélande.

## Description
C'est une plante herbacée.

### Appareil végétatif
Cette plante herbacée a des feuilles de 2 à 6 cm de longueur, qui ressemblent un peu à celles de la sanguisorbe. Les tiges florales atteignent entre 10 et 20 cm de hauteur. 

### Appareil reproducteur
Les inflorescences, sphériques, mesurent une dizaine de millimètres lors de la floraison et une trentaine lors de la fructification. 